# Groupe Hélie
Le Groupe Hélie est une entreprise de transport par autobus québécoise.
Le Groupe Hélie inclut les compagnies Autobus Hélie, Autobus Bourassa et Autobus Roy.

## Histoire
Les Autobus Hélie Inc. ont débuté en 1954 avec M. Bruno Hélie. Il transportait les jeunes de Saint-Grégoire au Québec jusqu'à leur école en voiture taxi. Lorsque la demande s'agrandit, il décida d'acheter un autobus. Ce premier autobus était du fabricant Prévost car à Sainte-Claire.
Il continua à augmenter sa flotte jusqu'au nombre de six véhicules. En 1976, il fit l'achat du transporteur Lucien Deshaies de Sainte-Gertrude. Avec cette transaction, il fit l'acquisition de six autres autobus.
En 1979, les trois fils achètent la compagnie à la demande de M. Hélie, Pierre, Jocelyn et Normand ne font que peu de changements jusqu'en 1984, lors de l'acquisition des Autobus des Bois-Francs, de gros changements se produisent lors de cet achat. Après le transport scolaire, le transporteur s'est orienté vers le transport interurbain (entre Plessisville et Trois-Rivières) et les voyages nolisés.
En août 1999, Autobus Hélie Inc. achète les Autobus Bourassa Ltée. et en juillet 2001, il acquiert la compagnie Autobus Lucien Roy Ltée et Autobus L.Roy & Fils inc. de Lyster. Depuis ces trois achats, le Groupe Hélie possède plus de 100 véhicules.

## Flotte de véhicules
- Prévost LeMirage XL
- Prévost H3-41
- Prévost H3-45
- MCI J4500